# Lotus 99T
Lotus 99T — гоночный автомобиль Формулы-1, выступавший в сезоне 1987 года.

## История
Перед началом сезона 1987 года команда подписала контракт с Honda на поставку турбомоторов. Как часть соглашения с Honda, был подписан контракт с японским гонщиком Сатору Накадзимой.
99T стал первым автомобилем Lotus, оснащённым активной подвеской, в свою очередь активная подвеска требовала отдачи некоторой мощности от двигателя ~30—40 лошадиных сил. Аэродинамическая эффективность на прямых уступала машинам команды Вильямс и Макларен того сезона, но на прямых Монцы машина развивала 350 км/ч. Машину постоянно дорабатывали по ходу сезона, появилось несколько вариантов заднего антикрыла, переднее антикрыло тоже изменилось, его торцевые пластины увеличились в размерах и стали более плавными.
Шасси было выкрашено в жёлтый цвет нового титульного спонсора команды — табачной марки Camel.
Болид оказался очень конкурентноспособен, особенно в руках Айртона Сенны, который одержал две победы и завоевал ещё шесть подиумов, благодаря чему команда заняла третье место в зачёте кубка конструкторов, и это были последние победы для команды Lotus.

## Результаты в гонках
| Легенда к таблице |                                                                    |
| --- | ------------------------------------------------------------------ |
| В таблице перечислены результаты всех Гран-при Формулы-1, в которых использовался автомобиль. Строками таблицы являются сезоны, столбцами — этапы чемпионата мира. В каждой клетке указаны сокращённое название этапа и результат, дополнительно обозначенный цветом. Расшифровка обозначений и цветов представлена в нижеследующей таблице. |                                                                    |
| \| Пример \| Описание \| \| ------------ \| ------------------------------------------------------------------ \| \| 1 \| Победитель \| \| 2 \| Второе место \| \| 3 \| Третье место \| \| 5 \| Финишировал, заработав очки \| \| Сход \| Не финишировал, но при этом заработал очки \| \| 12 \| Финишировал, не получив очков \| \| НКЛ \| Финишировал, но не попал в финальную классификацию \| \| 15 \| Участвовал вне зачёта, либо по отдельной классификации \| \| 18 \| Не финишировал, но попал в финальную классификацию \| \| Сход \| Не финишировал \| \| НКВ \| Не прошёл квалификацию \| \| НПКВ \| Не прошёл предквалификацию \| \| ДСК \| Дисквалифицирован \| \| ИСК \| Исключён из протокола соревнований \| \| ТТ \| Заявлен для участия только в тренировках \| \| НС \| Участвовал в квалификации, но не стартовал в гонке \| \| Т \| Травмирован или болен \| \| ОТК \| Отказ от участия \| \| НТР \| Прибыл на соревнования, но на трассу не выезжал \| \| НПР \| Был заявлен в числе участников, но не прибыл к началу соревнований \| \| О \| Соревнования отменены \| \| \| Не участвовал \| \| Поул-позиция \| \| \| Быстрый круг \| \| |                                                                    |
| Пример | Описание                                                           |
| 1 | Победитель                                                         |
| 2 | Второе место                                                       |
| 3 | Третье место                                                       |
| 5 | Финишировал, заработав очки                                        |
| Сход | Не финишировал, но при этом заработал очки                         |
| 12 | Финишировал, не получив очков                                      |
| НКЛ | Финишировал, но не попал в финальную классификацию                 |
| 15 | Участвовал вне зачёта, либо по отдельной классификации             |
| 18 | Не финишировал, но попал в финальную классификацию                 |
| Сход | Не финишировал                                                     |
| НКВ | Не прошёл квалификацию                                             |
| НПКВ | Не прошёл предквалификацию                                         |
| ДСК | Дисквалифицирован                                                  |
| ИСК | Исключён из протокола соревнований                                 |
| ТТ | Заявлен для участия только в тренировках                           |
| НС | Участвовал в квалификации, но не стартовал в гонке                 |
| Т | Травмирован или болен                                              |
| ОТК | Отказ от участия                                                   |
| НТР | Прибыл на соревнования, но на трассу не выезжал                    |
| НПР | Был заявлен в числе участников, но не прибыл к началу соревнований |
| О | Соревнования отменены                                              |
| | Не участвовал                                                      |
| Поул-позиция |                                                                    |
| Быстрый круг |                                                                    |

| Год  | Шасси     | Двигатель           | Шины | Пилоты       | 1    | 2   | 3    | 4   | 5    | 6   | 7   | 8    | 9    | 10  | 11  | 12  | 13  | 14   | 15  | 16   | Место | Очки |
| ---- | --------- | ------------------- | ---- | ------------ | ---- | --- | ---- | --- | ---- | --- | --- | ---- | ---- | --- | --- | --- | --- | ---- | --- | ---- | ----- | ---- |
| 1987 | Lotus 99T | Honda RA167E V6 1,5 | G    |              | БРА  | САН | БЕЛ  | МОН | ДЕТ  | ФРА | ВЕЛ | ГЕР  | ВЕН  | АВТ | ИТА | ПОР | ИСП | МЕК  | ЯПО | АВС  | 3     | 64   |
| 1987 | Lotus 99T | Honda RA167E V6 1,5 | G    | С. Накадзима | 7    | 6   | 5    | 10  | Сход | НКЛ | 4   | Сход | Сход | 13  | 11  | 8   | 9   | Сход | 6   | Сход | 3     | 64   |
| 1987 | Lotus 99T | Honda RA167E V6 1,5 | G    | Сенна        | Сход | 2   | Сход | 1   | 1    | 4   | 3   | 3    | 2    | 5   | 2   | 7   | 5   | Сход | 2   | ДСК  | 3     | 64   |